# ماريا كارمين روبيو
ماريا كارمين روبيو (بالإسبانية: María Carmen Rubio)‏ هي نبالة إسبانية، ولدت في 17 سبتمبر 1961 في بنبلونة في إسبانيا.

## روابط خارجية
- ماريا كارمين روبيو على موقع اللجنة البارالمبية الإسبانية (الإسبانية)